# Афанасий III (патриарх Александрийский)
Патриа́рх Афана́сий III Синаи́т (греч. Πατριάρχης Ἀθανάσιος Γ΄ Σιναΐτης; ум. ок. 1316, Крит) — Папа и Патриарх Александрийский и всего Египта (1276 — ок. 1316).

## Биография
До восшествия на престол был монахом в монастыре великомученицы Екатерины на Синае. Был широко образован, владел арабскими и греческими языками.
В 1275 или 1276 года отправился в Константинополь, где был принят при дворе императора Михаила VIII Палеолога.
Он приобрел большое влияние в церковных кругах Византии и в ходе внутренних разногласий в церкви. Выступал против Патриарха Константинопольского Иоанна XI Векка (1275—1282) и политики сближения с Римом. Но в целом старался занимать в этом вопросе промежуточную позицию, дабы не подвергнуться преследованиям в случае изменения политической ситуации. Наконец Андроник II Палеолог созвал Собор в Константинополе под председательством Патриарха Афанасия, осудивший Лионскую унию.
Был в оппозиции к Константинопольским Патриархам Григорию II Киприоту (1283—1289) и Афанасию I (1289—1293). Последний конфисковал у Афанасия III монастыри, резиденцию и все владения, подаренные ему императором, и около 1289 года отправил его в ссылку на остров Родос.
В период патриаршества Патриарха Константинопольского Иоанна XII (1294—1303), Патриарх Афанасий III вернулся в столицу Константинополь и сумел восстановить своё положение.
В 1294 году он возглавил византийское посольство в Киликийскую Армению, однако переговоры не состоялись, поскольку корабль с послами был захвачен пиратами.
В 1303 году пытался воспрепятствовать возвращению Афанасия I на Константинопольский престол, но безуспешно, из за чего вновь отправился в ссылку.
Поменял несколько мест в Греции, поселился во владениях Синайского монастыря на Крите, где он и скончался.